# تلول الحمر
تلول الحمر (به عربی: تلول الحمر) یک روستا در سوریه است که در ناحیه مرکزی سلمیه واقع شده‌است. تلول الحمر ۹۸۹ نفر جمعیت دارد.